# Ahmat Mahamat Karambal
 (octobre 2024).
La mise en forme du texte ne suit pas les recommandations de Wikipédia : il faut le « wikifier ».
Les points d'amélioration suivants sont les cas les plus fréquents. Le détail des points à revoir est peut-être précisé sur la page de discussion.
- Les titres sont pré-formatés par le logiciel. Ils ne sont ni en capitales, ni en gras.
- Le texte ne doit pas être écrit en capitales (les noms de famille non plus), ni en gras, ni en italique, ni en « petit »…
- Le gras n'est utilisé que pour surligner le titre de l'article dans l'introduction, une seule fois.
- L'italique est rarement utilisé : mots en langue étrangère, titres d'œuvres, noms de bateaux, etc.
- Les citations ne sont pas en italique mais en corps de texte normal. Elles sont entourées par des guillemets français : « et ».
- Les listes à puces sont à éviter, des paragraphes rédigés étant largement préférés. Les tableaux sont à réserver à la présentation de données structurées (résultats, etc.).
- Les appels de note de bas de page (petits chiffres en exposant, introduits par l'outil «  Source ») sont à placer entre la fin de phrase et le point final[comme ça].
- Les liens internes (vers d'autres articles de Wikipédia) sont à choisir avec parcimonie. Créez des liens vers des articles approfondissant le sujet. Les termes génériques sans rapport avec le sujet sont à éviter, ainsi que les répétitions de liens vers un même terme.
- Les liens externes sont à placer uniquement dans une section « Liens externes », à la fin de l'article. Ces liens sont à choisir avec parcimonie suivant les règles définies. Si un lien sert de source à l'article, son insertion dans le texte est à faire par les notes de bas de page.
- La présentation des références doit suivre les conventions bibliographiques. Il est recommandé d'utiliser les modèles {{Ouvrage}}, {{Chapitre}}, {{Article}}, {{Lien web}} et/ou {{Bibliographie}}. Le mode d'édition visuel peut mettre en forme automatiquement les références.
- Insérer une infobox (cadre d'informations à droite) n'est pas obligatoire pour parachever la mise en page.

Pour une aide détaillée, merci de consulter Aide:Wikification.
Si vous pensez que ces points ont été résolus, vous pouvez retirer ce bandeau et améliorer la mise en forme d'un autre article.
Ahmat Mahamat Karambal, né en 1947 et mort le 29 octobre 2024 à N'Djaména, est un diplomate, homme politique et administrateur tchadien. Au cours de sa carrière, il occupe des postes de gouvernance régionale ainsi que des fonctions ministérielles au sein du gouvernement tchadien. Il est également président du parti politique Mouvement pour le Salut du Tchad (MST),.

## Biographie
Ahmat Mahamat Karambal nait en 1947, il suit une formation en aviation civile qui lui permet d'acquérir des compétences en gestion et administration. Au cours de sa carrière, il occupe plusieurs postes ministériels au Tchad, notamment ceux des Postes et Télécommunications, de l'Eau, des Mines et de la Géologie. Ses mandats sont marqués par des efforts pour améliorer les infrastructures et les services publics dans ces secteurs.
En 2016, Ahmat Mahamat Karambal est nommé ambassadeur du Tchad au Cameroun. Durant son mandat, il se consacre au renforcement des relations bilatérales entre les deux pays, notamment dans le domaine de la sécurité et du développement économique. Il joue un rôle clé dans la mise en œuvre de projets d'envergure, tels que la construction de ponts et de pipelines transfrontaliers.

### Décès
Il est décédé le 29 Octobre 2024 à Ndjamèna de suite d'une courte maladie.